# Saarepeedi (gemeente)
Saarepeedi was een gemeente in de Estlandse provincie Viljandimaa. De gemeente telde 1288 inwoners op het eind van 2011 en had een oppervlakte van 98,3 km².
De gemeente telde twaalf dorpen, waarvan het naamgevende dorp, tevens de hoofdplaats van de gemeente, het grootste was. 
In 2013 ging Saarepeedi op in de gemeente Viljandi vald.

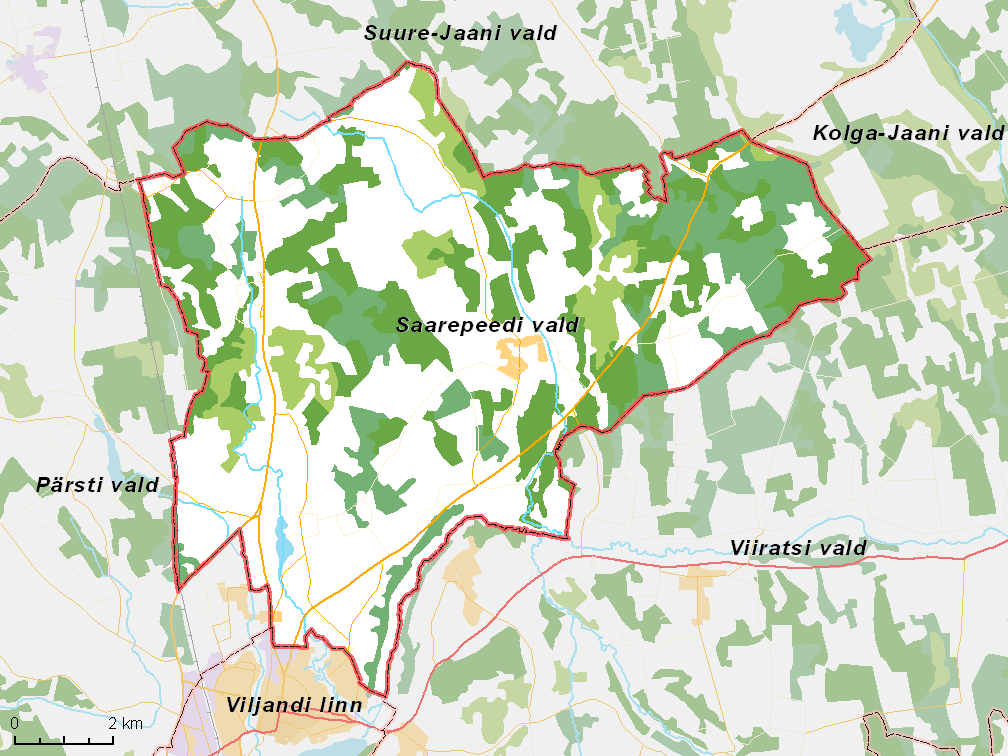
De gemeente met omliggende gemeenten, situatie begin 2013